# Београдски сајам аутомобила 1938.
Први Београдски сајам аутомобила био је један од девет званично регистрованих салона аутомобила у тадашњој Европи, а самим тим и један од епицентара светске аутомобилске индустрије. Одржан је од 5. до 15. марта 1938. године на некадашњем простору Београдског сајма, данас познатом као Старо Сајмиште.
Сајам је одржан под покровитељством престолонаследника Петра II Карађорђевића. Отворио га је др Милан Врбанић, тадашњи министар трговине, уз учешће великог броја гостију, привредника и грађанства. На сајму су узели учешће сви они са којима је Краљевина Југославија одржавала привредне и трговачке везе, као и најбоље фирме из целе Краљевине. Сматрало се да је то била ревија производње светске аутомобилске индустрије.

## Историјат

### Први салон моторних возила (1937)
Први салон моторних возила у Београду одржан је у оквиру прве манифестације на тада тек отвореном сајму, од 11. до 21. 9. 1937. Аутомобилима је тада био посвећен Пети павиљон. Међу излагачима су били Џенерал моторс, Адлер, Доџ, Ситроен, Харлеј-Девидсон, Бјуик, Опел и други, а пажњу посетилаца посебно су привукли аеродинамични модели америчке фирме Грехем и немачки Мерцедес-Бенц. Mодели Линколна и Форда продати су већ током одржавања изложбе.

### Први сајам аутомобила (1938)
Већ на пролеће следеђе године Сајам аутомобила организован је као самостална изложба, један од важнијих догађаја Београдског сајма.
Још у фебруару 1938. године београдска штампа веома бурно је најављивала предстојећи догађај. Лист „Време“ тада пише како су „очекивања од овог подухвата са разлогом врло велика и верује да ће, благодарећи смишљеном и организованом раду, аутомобилизам код нас бити у најскорије време знатно унапређен”.
 Сама изложба је допринела популаризацији аутомобилизма, чиме је и отклоњена предрасуда о аутомобилима као привилегији имућних.
Успех прве изложбе допринео је одлуци да се на Београдском сајму надаље одржавају сајмови моторних возила. Затражено је и добијено одобрење из међународног бироа конструктора аутомобила да се Међународни салон аутомобила у Београду уврсти у календар сталних изложби. Тиме је Београдски сајам постао најисточнији од тадашњих девет званично регистрованих европских ауто-салона. Београдски сајам аутомобила задржао је традицију до данас, са одређеним паузама и изменама у динамици одржавања.

#### Отварање Сајма и краљевска посета
Први београдски Сајам аутомобила отворио је тадашњи министар трговине Милан Врбанић, а пред новинарима се појавио и председник Министарског савета, за ову прилику и председник Сајма, Милан Стојадиновић. О важности Сајма аутомобила говори и посета краљевске породице, која је изазвала велику пажњу. Престолонаследник Петар је са мајком обишао све штандове и експонате, дивећи се развоју аутомобилизма. Занимљиво је да његов отац, краљ Александар, није био возач, за разлику од његове супруге, краљице Марије, која је пред њихову веридбу возила мајку од Букурешта до Београда.

#### Одјеци у штампи
Новински извештачи са Сајма забележили су да је на штандовима била огромна гужва. Посебно је наглашено запажање да изложбу нису посетили само они који себи могу приуштити аутомобиле, већ и они „који их немају али о њима воле да сањају, прижељкујући их, или воле да гледају њихове аеродинамичне линије”. У београдским новинама том приликом огласили су се и приређивачи Сајма, упозоравајући на високе таксе које у Југославији плаћају власници аутомобила, поготово теретних.

### Рат и послератни период
На првобитној локацији београдског сајма, данашњем Старом Сајмишту, у периоду до избијања Другог светског рата у Југославији, салони аутомобила организовани су укупно четири пута. После прве изложбе 1937. године, самостални сајмови аутомобила су одржани 1938. и 1939, док је 1940. ова приредба одржана истовремено са Пролећним сајмом узорака. Четврти салон, заказан за половину маја 1941, није одржан због напада Немачке на Југославију, 6. априла. Рад Београдског сајма, а са њим и Београдског сајма аутомобила, обновљен 1957. године на новој, садашњој локацији.

## Изложба
На првом београдском Сајму аутомобила учествовало је 107 излагача из 8 страних земаља и неколико домаћих излагача. Возила су била изложена у пваиљонима 3, 4 и 5 и на слободном простору, а у неким павиљонима које су подигле појединачне фирме излагана су само њихова возила - Италијански павиљон, павиљон Ханзе, Аранђеловић А. Д.. Према подацима организатора, било је изложено 158 путничких аутомобила, 65 теретних возила, 10 аутобуса, 18 шасиа, 105 мотоцикала и бицикала, 10 аутомобилских мотора, 3 трактора и 1 моторни багер. Овај сајам је обишло око 40.000 посетилаца.

### Излагачи и брендови
Страни излагачи дошли су на Сајам из Сједињених Америчких Држава, Немачке, Француске, Енглеске, Италије, Чехословачке, Аустрије и Белгије. Своје моделе су на овом првом београдском Сајму аутомобилу излагали скоро сви произвођачи тадашње аутомобилске индустрије: немачки Мерцедес-Бенц и Опел, Фијат и Ланча из Италије, амерички Бјуик и други.

### Сајамске атракције
Једна од највећих атракција овог салона аутомобила био је модел Опела чија је шасија делом била направљена од плексигласа. То је био специјалан модел за сајамске манифестације, како би посетиоци споља могли да виде комплетну унутрашњост возила, што је у то време представљало ексклузиван и потпуно неочекивани експонат.

## Подсећања
Поводом јубилеја 80 година од одржавања Првог међународног салона аутомобила на Београдском сајму ова компанија издала је 2018. године персонализовану поштанску марку у ограниченом тиражу.